# 아키쓰촌 (나라현)
아키쓰촌(秋津村)은 나라현 미나미카쓰라기군에 있던 촌이다. 현재의 고세시의 일부에 해당한다.

## 역사
- 1889년 4월 1일 - 정촌제 시행에 의해 가쓰조군 가마타촌이 성립하였다.
- 1897년 4월 1일 - 군제 시행으로 미나미카쓰라기군이 성립하여 가마타촌은 미나미카쓰라기군 속하게 되었다.
- 1954년 1월 1일 -고세정에 편입해 소멸하였다.

## 교통

### 철도
- 일본국유철도
  - 와카야마선

## 참고문헌
- 大日本篤農家名鑑編纂所編『大日本篤農家名鑑』大日本篤農家名鑑編纂所、1910年。
- 竹内伊四郎編『大日本紳士名鑑』明治出版社、1916年。
- 梶本好松『奈良県資産家一覧表』奈良県資産家一覧表発行所、1923年。
- 日本自治協会編『市町村治績録 改訂第2版』日本自治協会、1930年。
- 商工省大臣官房統計課編『全国工場通覧』日刊工業新聞社、1931年。
- 帝国興信所編『帝国信用録 第30版』帝国興信所、1937年。
- 帝国興信所編『帝国信用録 第32版』帝国興信所、1939年。